# Vladímir Makanin
Vladímir Semiónovich Makanin (Orsk, Rusia; 13 de marzo de 1937-Krasni, 1 de noviembre de 2017) fue un escritor ruso.

## Reseña biográfica
Se graduó de la Universidad Estatal de Moscú y trabajó como matemático en la Academia Militar hasta principios de 1960. En 1963 estudió en la Escuela de Postgrado de Guionistas y Directores de Moscú, y luego trabajó en la editorial Sovietski Pisátel (‘El escritor soviético’). Estudió matemáticas y cine antes de publicar Línea recta (1965), su primera novela, con la que inició una brillante carrera literaria con más de treinta títulos. Está considerado uno de los grandes maestros de la literatura rusa contemporánea.

### Premios
Recibió los premios Booker (1993), el Penne en Italia (2001) y, por el conjunto de su obra, el Pushkin (1998) y el Premio Europeo de Literatura (2012).

## Estilo
Su estilo de escritura puede ser categorizado como realista. Su fuerte radica en que representa el impacto psicológico de las experiencias de la vida cotidiana.

## Obras
- Прямая линия, Línea recta, novela, 1965
- Голубое и красное, Azul y rojo, novela corta, 1975
- Портрет и вокруг, Retrato y alrededor, novela, 1978
- Андерграунд, или Герой нашего времени, Underground o Héroe de nuestro tiempo, novela, 1999
- Acaн, Asán, novela, 2008 (Asán, Acantilado, Barcelona, 2015)

## Premios
- 1993 Premio Booker Ruso, por la novela corta La mesa cubierta con paño y con jarra en el centro (Стол, покрытый сукном и с графином в середине)
- 1998 Premio Pushkin por el conjunto de su obra
- 1999 Premio Estatal de la Federación de Rusia
- 2001 Premio Penne
- 2012 Premio Austriaco de Literatura Europea